# Jessica Szohr
Jessica Karen Szohr, ameriška televizijska in filmska igralka ter fotomodel, *31. marec 1985, Menomonee Falls, Wisconsin, Združene države Amerike.

## Biografija

### Zgodnje in osebno življenje
Jessica Karen Szohr se je rodila 31. marca 1985 v Menomonee Fallsu, Wisconsin, Združene države Amerike. Ima madžarske in afro-ameriške korenine. Šolala se je na Menomonee Falls High School.
Je najboljša prijateljica Rumer Wills.

### Kariera
Jessica Karen Szohr je kariero fotomodela začela še med šolanjem na srednji šoli.
Svojo igralsko kariero pa je začela leta 2003 v televizijski seriji My Wife and Kids. Istega leta je igrala tudi v filmu Uncle Nino, leta 2004 v Moja super sestra, Drake & Josh in Joan of Arcadia, leta 2005 pa v That's So Raven in The Reading Room.
Leta 2006 se pojavi v House at the End of the Drive, leta 2007 v Kaj je z Brianom?, Na kraju zločina: Miami in Somebody Help Me, začne pa tudi s snemanjem serije Opravljivka (snema jo še danes), letos pa se je pojavila v Fired Up.
Trenutno snema film Piranha 3-D, ki bo v kinematografe prišel leta 2010.

## Filmografija
- My Wife and Kids (2003) (1 epizoda) as Dee-Jay
- Uncle Nino (2003) kot MC
- Moja super sestra (2004) (1 epizoda) kot Liz
- Drake & Josh (2004) (1 epizoda) kot Unkown
- Joan of Arcadia (2004) (1 epizoda) kot Nikki
- That's So Raven (2005) (1 epizoda) kot Jordache Hilltopper
- The Reading Room (2005) kot Dayva
- House at the End of the Drive (2006) kot Krista
- Kaj je z Brianom? (2007) (6 epizod) kot Laura
- Na kraju zločina: Miami (2007) (3 epizode) kot Samantha Barrish
- Somebody Help Me (2007) kot Nicole
- Opravljivka (2007-danes) kot Vanessa Abrams
- Fired Up (2009) kot Kara
- Piranha 3-D (2010) kot Kelly
- The Internship (2013)
- The Orville (2018) kot poročnica Talla Keyali